# فرد سیبرت
فرد سیبرت (انگلیسی: Fred Seibert؛ زادهٔ ۱۵ سپتامبر ۱۹۵۱) تهیه‌کننده تلویزیونی و کارآفرین اهل ایالات متحده آمریکا است. وی از سال ۱۹۷۵ میلادی تاکنون مشغول فعالیت بوده‌است. وی برندهٔ جوایزی همچون جوایز امی ساعات پربیننده شده‌است.